# Chris van der Klaauw
Christoph Albert van der Klaauw, conhecido como Chris van der Klaauw (Leida, 13 de agosto de 1924 – Haia, 6 de março de 2005) foi um político e diplomata neerlandês.

## Biografia
Chris van der Klaauw estudou História na Universidade de Leiden até 1950. De 1959 a 1963 foi representante permanente dos Países Baixos na NATO e da OCDE em Paris, de 1970 a 1 de janeiro de 1975 foi Representante Permanente Adjunto das Nações Unidas em Nova Iorque e de 1 de janeiro de 1975 a outubro de 1977 Representante Permanente nas Nações Unidas em Genebra. De 1977 a 1981 foi Ministro dos Negócios Estrangeiros no governo liderado por Dries van Agt. Era membro do Partido Liberal VVD.
Regressou ao serviço diplomático como Embaixador na Bélgica de janeiro de 1982 a 1 de agosto de 1986 e Embaixador em Portugal, de 1 de agosto de 1986 a 1 de setembro de 1989.